# Theridion sinaloa
Theridion sinaloa är en spindelart som beskrevs av Claude Lévi 1959. Theridion sinaloa ingår i släktet Theridion och familjen klotspindlar. Inga underarter finns listade i Catalogue of Life.